# Мравката Z
„Мравката Z“ (на английски: Antz) е американски компютърно анимиран филм от 1998 година, режисиран от Ерик Дарнъл и Тим Джонсън (в техния режисьорски дебют), по сценарий на Пол Уейц, Крис Уейц и Тод Алкот. Филмът е озвучен с гласовете на Уди Алън, Шарън Стоун, Дженифър Лопес, Силвестър Сталоун, Кристофър Уокън, Дан Акройд, Ан Банкрофт, Дани Глоувър и Джийн Хекман. Някои от главните герои споделят прилики по лицето с актьорите, които ги озвучават. „Мравката Z“ е първият филм и проект на DreamWorks Animation, и е вторият пълнометражен компютърно анимиран филм, след „Играта на играчките“ на Дисни и Пиксар.
По време на производството на филма избухва публична вражда между създателя на DreamWorks Джефри Катценбергер и Стив Джобс и Джон Ласитър от Пиксар, предизвикана от производството на техния подобен филм „Животът на буболечките“ (A Bug's Life), който е пуснат месец по-късно. Това се влошава още повече, когато Disney отказа да избегне конкуренцията с първото анимирано издание на DreamWorks – „Принцът на Египет“ (The Prince of Egypt), пуснат на 18 декември 1998 г.
„Мравката Z“ прави премиера на 19 септември 1998 г. на международния филмов фестивал в Торонто и е пуснат по кината на 2 октомври 1998 г. от DreamWorks Pictures. Филмът събира 171,8 милиона долара по целия свят при бюджет от 42 – 105 милиона долара. Филмът получава положителни отзиви с критици, възхваляващи гласовия актьорски състав, анимацията, хумора и привлекателността му към възрастните.

## Сюжет
Внимание:  Текстът по-долу разкрива сюжета на произведението (или части от него)!
Z Marion-4195 или за кратко „Z“ (Зед, озвучен от Уди Алън), невротичен и песимистичен работник, който копнее да изрази себе си. Докато една вечер в бара, той се влюбва в принцеса Бала (Шарън Стоун), която посещава бара, за да избяга от задушния си кралски живот.
Колонията обявява война на термитите и голяма сила от войнишки мравки се мобилизират за нападение. За да види отново Бала, Z сменя местата с неговия приятел от армията Уийвър (Силвестър Сталоун) и се присъединява във войната, докато се сприятелява със сержант Барбейтъс (Дани Глоувър). Z не знае, че водачът на армията и годеник на Бала, генерал Мандибъл (Джийн Хекман), тайно изпраща войниците, верни на кралицата мравка (Ан Банкрофт) да умрат, за да може да организира държавен преврат. В основата на дърво в близост до нощно падане, Z осъзнава, че марширува в битка. Всички освен Z са убити от термитите защитници, стрелящи с киселина. Докато умира, Барбейтъс казва на Z да помисли за себе си, вместо да следва заповеди. Междувременно, докато замества Z, Уийвър се влюбва в Ацтека (Дженифър Лопес).
Z се завръща у дома и е приветсван като герой от войната (въпреки че не е направил нищо). Тайно разгневен, Мандибъл го поздравява и го представя на кралицата. Там той отново среща Бала, която в крайна сметка го познава, че е работник. Z се паникьосва и се преструва, че взима Бала за заложник, карайки той и Бала да паднат от мравуняка през улей за боклук. Z решава да намери Инсектопия, легендарен рай за инсектите. Бала се опитва да се върне в колонията, но бързо се връща при Z, след като е изплашена от една богомолка.
Новините за инцидента се разпространяват из колонията и актът на индивидуалността на Z вдъхновява работниците и някои войнишки мравки, спирайки производителността. За да печели контрол, Мандибъл публично описва Z като егоцентричен военнопрестъпник, насърчава славата на съответствието и им обещава един по-добър живот през наградата за завършване на „Мега тунела“, планиран от самия него. Въпреки това вторият командващ полковник на Мандибъл, Кътър (Кристофър Уокън) се тревожи за плановете на Мандибъл.
Z и Бала се натъкват на пикник върху класическата червено-бяла кърпа, който вземат за Инсектопия, но са удивени от опаковките на храната. Една женена двойка от либерални оси, Чип (Дан Акройд) и Мъфи (Джейн Къртин) се сприятеляват с тях, макар и с много снизходителност, и всички започват да пробиват в храната. Но се появяват гигантски маратонки и мухоловка. Z спасява Бала от маратонките, но Мъфи е убита от мухоловката, оставяйки Чип да страда. Той насърчава мравките да продължат напред.
Те най-после намират Инсектопия – кошче за човешки отпадъци, препълнено с разлагаща се храна, където Бала започва да възвръща чувствата на Z. След като разпитва Уийвър, Мандибъл научава, че Z е намерил Инсектопия и изпраща екип да доведе Бала и да убие Z. През нощта Кътър пристига в Инсектопия и насилствено взима Бала обратно в колонията. Виждайки отчаянието на Z от изчезналата принцеса, скърбящият Чип го отвежда обратно в колонията.
Докато Z пристига в колонията, той среща войниците, които насилствено го насочват към „Мега тунела“. По пътя той намира Бала, държана в плен в кабинета на Мандибъл. След като я освобождава, те разкриват, че „Мега тунела“ на Мандибъл води направо към локвата до Инсектопия, която Мандибъл ще използва да удави на кралицата мравка и работниците на церемонията по откриването. Бала предупреждава мравките на церемонията, докато Z отива до изхода на тунела, за да спре работниците, но не успява и водата потича. Z и Бала обединяват работниците в изграждането на извисяваща се стълба към повърхността, докато водата се надига.
Междувременно Мандибъл и неговите войници се събират на повърхността, където той обяснява визията си за нова колония без „слаби елементи“. Докато работниците пробиват, Мандибъл се опитва да убие Z, но Кътър се разбунтува срещу Мандибъл и вместо това помага на Z и работниците. Разгневен, Мандибъл се опитва да се бие с Кътър, но Z го отдръпва настрани, за да го спаси, и пада в наводнената колония с Мандибъл, който се приземява на корен и умира. Кътър нарежда войниците да помогнат на работниците и кралицата на повърхността, докато самият той тръгва след Z. Въпреки че Z изглежда удавен, Бала го съживява.
Z е награден за геройството си и се жени за Бала. Заедно ремонтират колонията, превръщайки я от военно общество в общност, която цени всички свои членове. Докато Z разказва как сега се чувства доволен от мястото си в света, камерата намалява, за да разкрие, че цялата история се е състояла в малка част от Сентрал Парк в Ню Йорк.

## Озвучаващи артисти
| Персонаж                | Изпълнител        | Описание |
| ----------------------- | ----------------- | --- |
| Z Марион-4195 „З“ (Зед) | Уди Алън          | идеалистичен и тревожен работник, който се влюбва в принцеса Бала                                               |
| Принцеса Бала           | Шарън Стоун       | принцеса на мравешката колония, дъщерята на Кралицата на мравките, и любовната тръпка на Z                      |
| Генерал Мандибъл        | Джийн Хекман      | средно одухотворен и арогантен генерал офицер на мравките; също е годеник на принцеса Бала                      |
| Ефрейтор Уийвър         | Силвестър Сталоун | смела мравка войник, най-добрият приятел на Z и гадже на Ацтека                                                 |
| Ацтека                  | Дженифър Лопес    | мравка работничка, приятелка на Z, и гадже на Уийвър                                                            |
| Полковник Кътър         | Кристофър Уокън   | летяща мравка, който служи като съпричастен съветник на Мандибъл, който се обезверява от действията на генерала |
| Сержант Барбейтъс       | Дани Глоувър      | мравка войник; сприятелява се със Z, докато води битка с термитите                                              |
| Кралицата на мравката   | Ан Банкрофт       | майката на принцеса Бала, и водач на мравките                                                                   |
| Чип                     | Дан Акройд        | оса, която се сприятелва със Z, съпруг на Мъфи                                                                  |
| Мъфи                    | Джейн Къртин      | оса, съпруга на Чип                                                                                             |
| Гребс                   | Джон Махоуни      | пияна мравка, която говори за Инсектопия                                                                        |
| Бригадир                | Грант Шод         | главата на работещите мравки                                                                                    |
| Психиатъра на Z         | Пол Мазурски      | |

В ролите има няколко актьори от филми, които Уди Алън е написал, участвал и режисирал, включително Шарън Стоун в „Спомени от звезден прах“ (Stardust Memories, 1980), Сталоун в „Банани“ (Bananas, 1971), Хекман в „Друга жена“ (Another Woman, 1988) и Уокън в „Ани Хол“ (Annie Hall, 1977). Дан Акройд по-късно участва в режисирания от Алън филм „Проклятието на скорпиона“ (2001).

## Пускане

### В кината
На 23 декември 1997 г. един тийзър трейлър за Мравката Z, съдържащ начална сцена със Z в психиатричен кабинет, за първи път е пуснат в киносалоните пред избрана публика.

### Домашна употреба
Филмът е пуснат на VHS и DIVX на 9 февруари 1999 г., и на DVD от 23 март 1999 г., и става първият пълнометражен компютърно анимиран филм, достъпен на DVD. Оригиналното издание използва 35-милиметрово отпечатване на филма в кодираната версия от оригиналните файлове. Версията на специалното издание е пусната на 14 февруари 2003 г. Филмът е пуснат на Blu-ray диск на 16 октомври 2018 г., по случай 20-годишнината на филма.

## Отменено продължение
Продължението е в разработка на DreamWorks по времето на излизането на „Мравката Z“. Както и първия филм, е планирано да бъде произведен в Pacific Data Images. По-рано през 1999 г., когато DreamWorks затваря своя телевизионен анимационен блок, продължението все още е планирано, но в крайна сметка проектът е анулиран.

## „Мравката Z“ В България
На 8 юли 1999 г. е издаден на VHS от Александра Видео със субтитри на български.
През декември 2003 г. филмът е излъчен за първи път по bTV.
На 8 ноември 2009 г. е излъчен по Нова телевизия.
На 5 март 2022 г. е излъчен по FOX.
През ноември 2023 г. е качен в стрийминг платформата „Ейч Би О Макс“, а след това се очаква да се излъчи и по каналите на „Ейч Би О“ на 3 декември 2023 г.